# Asta Bäckman
Asta Ingeborg Viktoria Bäckman, född 16 augusti 1914 i Botkyrka, död 5 juli 1993 i Salem, var en svensk konstnär.
Bäckman studerade vid Signe Barths målarskola i Stockholm och vid Stockholms högskola. Separat ställde hon ut i Södertälje, Stockholm, Örebro, Leksand, Göteborg och Härnösand och hon medverkade i ett flertal jurybedömda Sörmlandssalonger. Bland hennes offentliga arbeten märks utsmyckningen vid Bergaskolan i Rönninge och revykulisserna till Botkyrkas lokalrevy.
Hon var från 1937 gift med Karl Gunnar Bäckman (1909–1987)